# Imoco Volley 2017-2018
Questa voce raccoglie le informazioni riguardanti l'Imoco Volley nelle competizioni ufficiali della stagione 2017-2018.

## Stagione
Nella stagione 2017-18 l'Imoco Volley assume la denominazione sponsorizzata di Imoco Volley Conegliano.
A seguito dei risultati ottenuti nella stagione 2016-17 partecipa alla Supercoppa italiana: viene superato nella finale unica dall'AGIL.
Partecipa per la sesta volta alla Serie A1; chiude la regular season di campionato al terzo posto in classifica, qualificandosi per i play-off scudetto: si laurea per la seconda volta campione d'Italia battendo nella serie finale l'AGIL.
Grazie al primo posto al termine del girone di andata del campionato, l'Imoco si qualifica per la Coppa Italia, sconfitta in finale dall'AGIL.
Partecipa inoltre alla Champions League: nella fase a gironi ottiene il secondo posto nel proprio raggruppamento, qualificandosi per la fase a eliminazione diretta: raggiunge le semifinali, dove viene battuto dal VakıfBank; chiude la competizione al terzo posto, sconfiggendo nella finale di consolazione il Galatasaray.

## Organigramma societario
Area direttiva
- Presidente: Piero Garbellotto

Area tecnica
- Allenatore: Daniele Santarelli
- Allenatore in seconda: Alessio Simone
- Assistente allenatore: Valerio Lionetti
- Scout man: Elia Laise

Area sanitaria
- Medico: Luca Vaccaro
- Fisioterapista: Antonio Poser, Carlo Stefano Ramponi, Davide Venturin
- Preparatore atletico: Terry Rosini

## Rosa
| N° | Nome              | Ruolo | Data di nascita  | Nazionalità sportiva |
| -- | ----------------- | ----- | ---------------- | -------------------- |
| 2  | Samantha Bricio   | S     | 22 novembre 1994 | Messico              |
| 3  | Silvia Fiori      | L     | 18 luglio 1994   | Italia               |
| 4  | Simone Lee        | S     | 7 settembre 1996 | Stati Uniti          |
| 5  | Robin de Kruijf   | C     | 5 maggio 1991    | Paesi Bassi          |
| 6  | Elisa Cella       | S     | 4 giugno 1982    | Italia               |
| 7  | Raphaela Folie    | C     | 7 marzo 1991     | Italia               |
| 8  | Megan Hodge       | S     | 15 ottobre 1988  | Stati Uniti          |
| 9  | Laura Melandri    | C     | 31 gennaio 1995  | Italia               |
| 10 | Monica De Gennaro | L     | 8 gennaio 1987   | Italia               |
| 11 | Anna Danesi       | C     | 20 aprile 1996   | Italia               |
| 12 | Athīna Papafōtiou | P     | 23 agosto 1989   | Grecia               |
| 13 | Samanta Fabris    | O     | 8 febbraio 1992  | Croazia              |
| 14 | Joanna Wołosz     | P     | 7 aprile 1990    | Polonia              |
| 15 | Kimberly Hill     | S     | 30 novembre 1989 | Stati Uniti          |
| 16 | Anna Nicoletti    | O     | 3 gennaio 1996   | Italia               |
| 18 | Marta Bechis      | P     | 4 settembre 1989 | Italia               |

## Mercato
| Acquisti | Acquisti          | Acquisti       | Acquisti   |
| R.       | Nome              | da             | Modalità   |
| -------- | ----------------- | -------------- | ---------- |
| P        | Marta Bechis      | San Casciano   | definitivo |
| O        | Samanta Fabris    | Casalmaggiore  | definitivo |
| S        | Kimberly Hill     | VakıfBank      | definitivo |
| S        | Megan Hodge       | Henan          | definitivo |
| S        | Simone Lee        | Penn State     | definitivo |
| C        | Laura Melandri    | San Casciano   | definitivo |
| O        | Anna Nicoletti    | Pro Victoria   | definitivo |
| P        | Athīna Papafōtiou | ASPTT Mulhouse | definitivo |
| P        | Joanna Wołosz     | Chemik Police  | definitivo |

| Cessioni | Cessioni             | Cessioni     | Cessioni   |
| R.       | Nome                 | a            | Modalità   |
| -------- | -------------------- | ------------ | ---------- |
| C        | Jenny Barazza        | Hermaea      | definitivo |
| S        | Carolina Costagrande | -            | ritirata   |
| O        | Nicole Fawcett       | Praia Clube  | definitivo |
| P        | Ofelia Malinov       | Bergamo      | definitivo |
| O        | Serena Ortolani      | Pro Victoria | definitivo |
| P        | Athīna Papafōtiou    | ŁKS          | definitivo |
| S        | Kelsey Robinson      | VakıfBank    | definitivo |
| P        | Katarzyna Skorupa    | AGIL         | definitivo |

## Risultati

### Serie A1

#### Girone di andata
| 1ª giornata - 14 ottobre 2017 PalaRadi, Casalmaggiore           | Casalmaggiore   | 0 - 3 | Imoco        | 22-25, 20-25, 18-25               |
| 2ª giornata - 25 ottobre 2017 PalaVerde, Villorba               | Imoco           | 3 - 1 | San Casciano | 20-25, 34-32, 25-21, 25-21        |
| 3ª giornata - 29 ottobre 2017 PalaBaldinelli, Osimo             | Filottrano      | 0 - 3 | Imoco        | 15-25, 24-26, 16-25               |
| 4ª giornata - 5 novembre 2017 PalaVerde, Villorba               | Imoco           | 3 - 0 | SAB          | 25-20, 25-20, 25-22               |
| 5ª giornata - 15 novembre 2017 PalaNorda, Bergamo               | Bergamo         | 1 - 3 | Imoco        | 18-25, 25-22, 17-25, 19-25        |
| 6ª giornata - 18 novembre 2017 PalaVerde, Villorba              | Imoco           | 3 - 0 | Pro Victoria | 25-18, 25-13, 25-20               |
| 7ª giornata - 22 novembre 2017 PalaYamamay, Busto Arsizio       | Busto Arsizio   | 2 - 3 | Imoco        | 24-26, 17-25, 25-23, 26-24, 11-15 |
| 8ª giornata - 26 novembre 2017 PalaVerde, Villorba              | Imoco           | 2 - 3 | River        | 21-25, 21-25, 25-15, 25-9, 12-15  |
| 9ª giornata - 3 dicembre 2017 Palazzetto dello Sport, Scandicci | Savino Del Bene | 1 - 3 | Imoco        | 26-24, 22-25, 22-25, 23-25        |
| 10ª giornata - 9 dicembre 2017 PalaTerdoppio, Novara            | AGIL            | 2 - 3 | Imoco        | 25-20, 19-25, 25-16, 23-25, 11-15 |
| 11ª giornata - 16 dicembre 2017 PalaVerde, Villorba             | Imoco           | 3 - 0 | Pesaro       | 25-23, 25-19, 25-19               |

#### Girone di ritorno
| 12ª giornata - 26 dicembre 2017 PalaVerde, Villorba          | Imoco        | 3 - 1 | Casalmaggiore   | 25-16, 24-26, 25-21, 25-14        |
| 13ª giornata - 7 gennaio 2018 Nelson Mandela Forum, Firenze  | San Casciano | 1 - 3 | Imoco           | 25-22, 11-25, 23-25, 12-25        |
| 14ª giornata - 14 gennaio 2018 PalaVerde, Villorba           | Imoco        | 3 - 0 | Filottrano      | 25-19, 25-19, 28-26               |
| 15ª giornata - 17 gennaio 2018 PalaBorsani, Castellanza      | SAB          | 0 - 3 | Imoco           | 20-25, 11-25, 15-25               |
| 16ª giornata - 21 gennaio 2018 PalaVerde, Villorba           | Imoco        | 3 - 1 | Bergamo         | 25-22, 24-26, 25-13, 25-15        |
| 17ª giornata - 28 gennaio 2018 Palazzetto dello Sport, Monza | Pro Victoria | 3 - 1 | Imoco           | 25-18, 25-19, 21-25, 25-22        |
| 18ª giornata - 4 febbraio 2018 PalaVerde, Villorba           | Imoco        | 3 - 0 | Busto Arsizio   | 25-19, 25-17, 25-17               |
| 19ª giornata - 10 febbraio 2018 PalaPanini, Modena           | River        | 2 - 3 | Imoco           | 26-24, 10-25, 25-22, 19-25, 13-15 |
| 20ª giornata - 25 febbraio 2018 PalaVerde, Villorba          | Imoco        | 0 - 3 | Savino Del Bene | 14-25, 22-25, 20-25               |
| 21ª giornata - 4 marzo 2018 PalaVerde, Villorba              | Imoco        | 2 - 3 | AGIL            | 21-25, 22-25, 25-19, 25-16, 11-15 |
| 22ª giornata - 10 marzo 2018 PalaCampanara, Pesaro           | Pesaro       | 3 - 1 | Imoco           | 19-25, 26-24, 25-21, 25-20        |

#### Play-off scudetto
| Quarti di finale (gara 1) - 18 marzo 2018 PalaVerde, Villorba          | Imoco           | 3 - 0 | River           | 25-16, 25-16, 25-16               |
| Quarti di finale (gara 2) - 25 marzo 2018 PalaPanini, Modena           | River           | 1 - 3 | Imoco           | 19-25, 23-25, 25-23, 20-25        |
| Semifinali (gara 1) - 31 marzo 2018 Palazzetto dello Sport, Scandicci  | Savino Del Bene | 0 - 3 | Imoco           | 23-25, 23-25, 20-25               |
| Semifinali (gara 2) - 7 aprile 2018 PalaVerde, Villorba                | Imoco           | 3 - 1 | Savino Del Bene | 17-25, 25-19, 25-16, 25-19        |
| Semifinali (gara 3) - 10 aprile 2018 Palazzetto dello Sport, Scandicci | Savino Del Bene | 0 - 3 | Imoco           | 22-25, 23-25, 16-25               |
| Finale (gara 1) - 18 aprile 2018 PalaTerdoppio, Novara                 | AGIL            | 3 - 0 | Imoco           | 25-23, 25-20, 25-21               |
| Finale (gara 2) - 21 aprile 2018 PalaVerde, Villorba                   | Imoco           | 3 - 2 | AGIL            | 30-28, 25-15, 23-25, 20-25, 15-13 |
| Finale (gara 3) - 25 aprile 2018 PalaTerdoppio, Novara                 | AGIL            | 0 - 3 | Imoco           | 12-25, 19-25, 19-25               |
| Finale (gara 4) - 29 aprile 2018 PalaVerde, Villorba                   | Imoco           | 3 - 1 | AGIL            | 28-26, 25-21, 22-25, 25-12        |

### Coppa Italia
| Quarti di finale (andata) - 20 dicembre 2017 Nelson Mandela Forum, Firenze | San Casciano | 0 - 3 | Imoco         | 20-25, 19-25, 17-25              |
| Quarti di finale (ritorno) - 30 dicembre 2017 PalaVerde, Villorba          | Imoco        | 2 - 3 | San Casciano  | 27-29, 27-29, 26-24, 25-21, 8-15 |
| Semifinali - 17 febbraio 2018 PalaDozza, Bologna                           | Imoco        | 3 - 0 | Busto Arsizio | 25-16, 27-25, 30-28              |
| Finale - 18 febbraio 2018 PalaDozza, Bologna                               | Imoco        | 1 - 3 | AGIL          | 17-25, 25-14, 21-25, 23-25       |

### Supercoppa italiana
| Finale - 1º novembre 2017 PalaTerdoppio, Novara | AGIL | 3 - 2 | Imoco | 25-19, 25-27, 22-25, 25-23, 16-14 |

### Champions League

#### Fase a eliminazione diretta
| Secondo turno (andata) - 17 ottobre 2017 Városi Sportcsarnok, Békéscsaba | Békéscsabai | 0 - 3 | Imoco       | 4-25, 10-25, 17-25  |
| Secondo turno (ritorno) - 21 ottobre 2017 PalaVerde, Villorba            | Imoco       | 3 - 0 | Békéscsabai | 25-11, 25-10, 25-15 |
| Terzo turno (andata) - 7 novembre 2017 Sporthal de Stoep, Sliedrecht     | Sliedrecht  | 0 - 3 | Imoco       | 15-25, 23-25, 21-25 |
| Terzo turno (ritorno) - 11 novembre 2017 PalaVerde, Villorba             | Imoco       | 3 - 0 | Sliedrecht  | 25-10, 25-12, 25-7  |

#### Fase a gironi
| 1ª giornata - 13 dicembre 2017 PalaVerde, Villorba               | Imoco      | 3 - 1 | AGIL       | 25-23, 25-18, 20-25, 25-14        |
| 2ª giornata - 10 gennaio 2018 PalaVerde, Villorba                | Imoco      | 3 - 1 | Prostějov  | 25-14, 21-25, 25-16, 25-17        |
| 3ª giornata - 25 gennaio 2018 Burhan Felek Spor Salonu, Istanbul | Fenerbahçe | 2 - 3 | Imoco      | 25-21, 27-25, 15-25, 17-25, 10-15 |
| 4ª giornata - 7 febbraio 2018 PalaVerde, Villorba                | Imoco      | 3 - 2 | Fenerbahçe | 20-25, 18-25, 25-18, 25-22, 15-11 |
| 5ª giornata - 21 febbraio 2018 Sport Centrum, Prostějov          | Prostějov  | 0 - 3 | Imoco      | 21-25, 21-25, 15-25               |
| 6ª giornata - 27 febbraio 2018 PalaTerdoppio, Novara             | AGIL       | 3 - 1 | Imoco      | 25-16, 29-27, 23-25, 25-16        |

#### Fase a eliminazione diretta
| Play-off a 6 (andata) - 21 marzo 2018 PalaVerde, Villorba                      | Imoco        | 3 - 0 | Dinamo-Kazan | 25-19, 25-18, 25-17               |
| Play-off a 6 (ritorno) - 4 aprile 2018 Centr volejbola Sankt-Peterburg, Kazan' | Dinamo-Kazan | 3 - 2 | Imoco        | 25-15, 21-25, 20-25, 25-17, 15-13 |
| Semifinali - 5 maggio 2018 Sala Polivalentǎ, Bucarest                          | Imoco        | 2 - 3 | VakıfBank    | 22-25, 21-25, 25-17, 25-15, 14-16 |
| Finale 3º posto - 6 maggio 2018 Sala Polivalentǎ, Bucarest                     | Galatasaray  | 0 - 3 | Imoco        | 17-25, 18-25, 20-25               |

## Statistiche

### Statistiche di squadra
| Competizione        | Punti | In casa | In casa | In casa | In trasferta | In trasferta | In trasferta | Totale | Totale | Totale |
| Competizione        | Punti | G       | V       | P       | G            | V            | P            | G      | V      | P      |
| ------------------- | ----- | ------- | ------- | ------- | ------------ | ------------ | ------------ | ------ | ------ | ------ |
| Serie A1            | 50    | 15      | 12      | 3       | 16           | 13           | 3            | 31     | 25     | 6      |
| Coppa Italia        | -     | 1       | 0       | 1       | 1            | 1            | 0            | 4      | 2      | 2      |
| Supercoppa italiana | -     | -       | -       | -       | -            | -            | -            | 1      | 0      | 1      |
| Champions League    | 13    | 6       | 6       | 0       | 6            | 4            | 2            | 14     | 11     | 3      |
| Totale              | -     | 22      | 18      | 4       | 23           | 18           | 5            | 50     | 38     | 12     |

G = partite giocate; V = partite vinte; P = partite perse

### Statistiche dei giocatori
| Giocatore     | Serie A1 | Serie A1 | Serie A1 | Serie A1 | Serie A1 | Coppa Italia | Coppa Italia | Coppa Italia | Coppa Italia | Coppa Italia | Supercoppa italiana | Supercoppa italiana | Supercoppa italiana | Supercoppa italiana | Supercoppa italiana | Champions League | Champions League | Champions League | Champions League | Champions League | Totale | Totale | Totale | Totale | Totale |
| Giocatore     | P        | PT       | AV       | MV       | BV       | P            | PT           | AV           | MV           | BV           | P                   | PT                  | AV                  | MV                  | BV                  | P                | PT               | AV               | MV               | BV               | P      | PT     | AV     | MV     | BV     |
| ------------- | -------- | -------- | -------- | -------- | -------- | ------------ | ------------ | ------------ | ------------ | ------------ | ------------------- | ------------------- | ------------------- | ------------------- | ------------------- | ---------------- | ---------------- | ---------------- | ---------------- | ---------------- | ------ | ------ | ------ | ------ | ------ |
| M. Bechis     | 9        | 0        | 0        | 0        | 0        | 2            | 0            | 0            | 0            | 0            | -                   | -                   | -                   | -                   | -                   | 3                | 0                | 0                | 0                | 0                | 14     | 0      | 0      | 0      | 0      |
| S. Bricio     | 28       | 398      | 326      | 22       | 50       | 4            | 59           | 53           | 0            | 6            | 1                   | 18                  | 17                  | 0                   | 1                   | 11               | 139              | 108              | 8                | 23               | 44     | 614    | 504    | 30     | 80     |
| E. Cella      | 29       | 26       | 18       | 3        | 5        | 4            | 4            | 4            | 0            | 0            | 1                   | 0                   | 0                   | 0                   | 0                   | 12               | 19               | 9                | 3                | 7                | 46     | 49     | 31     | 6      | 12     |
| A. Danesi     | 27       | 187      | 116      | 65       | 6        | 4            | 26           | 16           | 10           | 0            | 0                   | 0                   | 0                   | 0                   | 0                   | 12               | 90               | 52               | 30               | 8                | 43     | 303    | 174    | 105    | 14     |
| M. De Gennaro | 30       | 0        | 0        | 0        | 0        | 4            | 0            | 0            | 0            | 0            | 1                   | 0                   | 0                   | 0                   | 0                   | ?                | 0                | 0                | 0                | 0                | ?      | 0      | 0      | 0      | 0      |
| R. de Kruijf  | 18       | 188      | 124      | 51       | 13       | 4            | 20           | 15           | 4            | 1            | 1                   | 14                  | 9                   | 5                   | 0                   | 11               | 99               | 69               | 22               | 8                | 34     | 321    | 217    | 82     | 22     |
| S. Fabris     | 24       | 359      | 315      | 18       | 26       | 4            | 64           | 59           | 2            | 3            | 1                   | 8                   | 7                   | 1                   | 0                   | 10               | 177              | 155              | 11               | 11               | 39     | 608    | 536    | 32     | 40     |
| S. Fiori      | 19       | 0        | 0        | 0        | 0        | 1            | 0            | 0            | 0            | 0            | 1                   | 0                   | 0                   | 0                   | 0                   | ?                | 0                | 0                | 0                | 0                | ?      | 0      | 0      | 0      | 0      |
| R. Folie      | 14       | 123      | 86       | 32       | 5        | 1            | 1            | 1            | 0            | 0            | 1                   | 7                   | 5                   | 2                   | 0                   | 4                | 26               | 18               | 7                | 1                | 20     | 157    | 110    | 41     | 6      |
| K. Hill       | 30       | 441      | 394      | 24       | 23       | 4            | 71           | 64           | 5            | 2            | 1                   | 13                  | 11                  | 1                   | 1                   | 13               | 168              | 136              | 12               | 20               | 48     | 693    | 605    | 42     | 46     |
| M. Hodge      | 2        | 28       | 24       | 4        | 0        | -            | -            | -            | -            | -            | -                   | -                   | -                   | -                   | -                   | 1                | 12               | 9                | 2                | 1                | 3      | 40     | 33     | 6      | 1      |
| S. Lee        | 7        | 14       | 13       | 1        | 0        | 0            | 0            | 0            | 0            | 0            | -                   | -                   | -                   | -                   | -                   | 2                | 21               | 19               | 1                | 1                | 9      | 35     | 32     | 2      | 1      |
| L. Melandri   | 17       | 80       | 47       | 29       | 4        | 4            | 11           | 4            | 7            | 0            | 0                   | 0                   | 0                   | 0                   | 0                   | 6                | 25               | 13               | 10               | 2                | 42     | 116    | 64     | 46     | 6      |
| A. Nicoletti  | 27       | 174      | 146      | 17       | 11       | 4            | 14           | 13           | 1            | 0            | 1                   | 13                  | 9                   | 0                   | 4                   | 10               | 40               | 33               | 5                | 2                | 42     | 241    | 201    | 23     | 17     |
| A. Papafōtiou | 13       | 7        | 0        | 0        | 7        | 2            | 2            | 2            | 0            | 0            | 1                   | 0                   | 0                   | 0                   | 0                   | 4                | 6                | 3                | 0                | 3                | 20     | 15     | 5      | 0      | 10     |
| J. Wołosz     | 31       | 68       | 29       | 31       | 8        | 4            | 4            | 1            | 1            | 2            | 1                   | 7                   | 3                   | 3                   | 1                   | 13               | 37               | 10               | 14               | 13               | 49     | 116    | 43     | 49     | 24     |

P = presenze; PT = punti totali; AV = attacchi vincenti; MV = muri vincenti; BV = battute vincenti